# Fußballclub Red Bull Salzburg
Il Fußballclub Red Bull Salzburg (nelle competizioni europee FC Salzburg per via delle restrizioni UEFA sulle sponsorizzazioni), meglio noto come Red Bull Salisburgo o semplicemente Salisburgo, è una società calcistica austriaca con sede nella città di Salisburgo. Milita nella Bundesliga austriaca e gioca le partite casalinghe nello Stadion Wals-Siezenheim o Red Bull Arena.
L'attuale club fu fondato il 13 settembre 1933 con il nome di Sportverein Austria Salzburg. Fino alla sua attuale denominazione la società ha cambiato diverse volte nome e colori sociali per motivi legati allo sponsor. Storicamente conosciuta come Austria Salisburgo, ha modificato nome, colori sociali e simbolo nel 2005 col passaggio di proprietà alla società austriaca di bevande Red Bull (controllante di fatto, anche se formalmente solo socio di minoranza), situazione che ha creato forte malcontento nella tifoseria e che l'ha divisa fra coloro che comunque sostengono la squadra rivoluzionata e coloro che non l'accettano. Questi ultimi hanno fondato una squadra con la denominazione originale di Sportverein Austria Salzburg, che gioca in Regionalliga.
Il club ha vinto il suo primo titolo di Bundesliga nel 1993-1994, mettendo in bacheca il primo di tre allori nello spazio di quattro stagioni. A livello nazionale si è aggiudicato 17 campionati, 9 Coppe d'Austria e 3 Supercoppe d'Austria. È la terza squadra austriaca per numero di campionati e coppe nazionali vinte, dietro, in entrambi i casi, ad Austria Vienna e Rapid Vienna, mentre nell'albo d'oro della Supercoppa è secondo (in condivisione con Rapid Vienna e Sturm Graz) al solo Austria Vienna. A livello internazionale ha raggiunto la finale della Coppa UEFA del 1993-1994, persa contro l'Inter.

## Storia

### Epoca pre-Red Bull
Il club viene fondato il 13 settembre 1933 con il nome di Sport Verein Austria Salzburg, dopo la fusione tra due club cittadini, l'Hertha Salzburg (che giocava in tenuta bianco-blu) e il Rapid Salzburg di Lehen (che adottava come colori il bianco e il verde). In quel periodo fu istituito il campionato dell'Alta Austria-Salisburgo, in cui non figurava alcun club salisburghese oltre al Salisburgo AK 1914. Tale campionato fu giocato per sole due stagioni, prima di dividersi nei due campionati regionali.
Fu solo durante la seconda guerra mondiale che lo Sport Verein Austria Salzburg si fuse con il Salisburgo AK 1914 e, come campione nazionale nel 1941, il club fu tra le contendenti della promozione nel massimo campionato austriaco. Tre sconfitte in tre partite di spareggio con una differenza reti di -13 dimostrarono, tuttavia, che la squadra non era ancora preparata per il salto di categoria. Al culmine della guerra, il club si fuse con Salisburgo AK 1914 e l'1. Salzburger SK 1919; dalla stagione 1945-1946 giocò nuovamente con l'SV Austria Salzburg nel massimo campionato di Salisburgo.
Dopo la fine della guerra, il Salzburger Austria riuscì a mantenere il posto nel campionato salisburghese e nel 1949 ottenne, insieme ad altri quattro club di Salisburgo, la promozione in Tauernliga, la seconda serie nazionale. Nel 1950 il club fu sciolto e, dopo qualche mese, rifondato. Nella massima divisione amatoriale, i viola riuscirono a prevalere nel 1952-1953 e a competere così contro l'Arlbergmeister Innsbrucker AC per il titolo di campione dell'Austria occidentale. Le vittorie per 5-0 e 9-0 valsero al club il suo primo titolo importante e consentirono la promozione in A-Liga. Grazie ai successi per 6-0 e 3-1 contro il Kapfenberger SV, l'Austria Salisburgo guadagnò la prima promozione in massima serie. Nel 1953-1954 il club si piazzò al nono posto su quattordici, evitando la retrocessione per cinque punti. Il viennese Erich Probst fu il primo nazionale del Salisburgo: l'ultima delle sue 19 presenze con la selezione austriaca risale al 27 marzo 1960. Adolf Macek, che ottenne la prima delle sue 4 presenze con la selezione dell'Austria il 9 ottobre 1965, fu il primo salisburghese a militare nella nazionale austriaca.
Il Salisburgo ottenne il secondo posto in campionato per la prima volta nella stagione 1970-1971, totalizzando 43 punti, uno in meno del Wacker Innsbruck. La prima partecipazione della squadra ad una coppa europea risale, invece, alla stagione 1971-1972, quando prende parte alla Coppa UEFA, dove fu eliminata dai rumeni dell'UTA Arad, dopo aver perso per 4-1 in trasferta e vinto per 3-1 in casa. Nel 1974 il Salisburgo raggiunse per la prima volta la finale della Coppa d'Austria, che perse contro l'Austria Vienna nel doppio confronto.
Nel 1978 il club cambiò nome in Sport Verein Casino Salzburg e nel 1997 in Sport Verein Wüstenrot Salzburg, secondo un accordo di sponsorizzazione con una società austriaca di servizi finanziari. Il club continuò a essere chiamato per anni SV Austria Salzburg.
Nell'epoca del Casino Salisburgo la squadra raggiunse, nella Coppa UEFA 1993-1994, la sua prima e sinora unica finale europea, in cui affrontò l'Inter e fu battuta per 1-0 sia all'andata che al ritorno. In quella stessa stagione vinse per la prima volta il titolo nazionale, con 51 punti, due in più di quelli dell'Austria Vienna. La vittoria del campionato fu confermata nella stagione seguente, grazie ad una migliore differenza reti sullo Sturm Graz. Nella stagione 1995-1996 la squadra si piazzò, invece, ottava, con un solo punto di margine sulla zona play-out, ma nell'annata seguente mise in bacheca il terzo titolo in quattro stagioni, sopravanzando di tre punti i campioni in carica del Rapid Vienna.
All'esordio in UEFA Champions League, nel 1994-1995 la squadra raggiunse la fase a gruppi eliminando gli israeliani del Maccabi Haifa (5-2 tra andata e ritorno). Inserita in un difficile girone con Milan e Ajax (le due future finaliste del torneo) e AEK Atene, in sei partite ottiene 5 punti pareggiando i match contro l'Ajax poi laureatosi campione e vincendo per 3-1 in casa degli ateniesi, ma fu eliminata a causa del terzo posto nel girone.

### Il passaggio alla Red Bull
Il 6 aprile 2005 la compagnia Red Bull ufficializza l'acquisto della società calcistica, che viene ridenominata di conseguenza. Oltre al nome vengono modificati i quadri dirigenziali e la data di fondazione del club, ma la federcalcio austriaca impedisce all'azienda di indicare nel 2005 l'anno di costituzione del sodalizio. La nuova proprietà rimuove inoltre il viola dai colori sociali, che diventano il rosso e il bianco, il che causa disappunto e rabbia presso i tifosi. Il nuovo gagliardetto della squadra vede inoltre la presenza di due ali, raffigurate anche sulla divisa da gioco, secondo il motto dell'azienda.
Questa completa ridenominazione del club, simile per altro a quanto la stessa compagnia ha fatto con le scuderie di Formula 1 rilevate negli anni precedenti, ma dissimile da quanto la Red Bull decise di fare dopo l'acquisto dei Metro Stars, club della Major League Soccer (MLS) si scontra ben presto con una larga fetta del tifo salisburghese, poco incline al ripudio della propria tradizione sportiva. I tifosi più oltranzisti cercano di resistere ai radicali cambiamenti imposti dalla nuova proprietà e formano un movimento di protesta allo scopo di ottenere il riconoscimento di almeno una parte della tradizione. Numerosi fan club di altre squadre in giro per l'Europa danno il proprio supporto all'iniziativa, contestando l'eccessiva commercializzazione del calcio. Ciononostante, dopo cinque mesi di trattative tra i proprietari del club e i supporter, il 15 settembre 2005 i tifosi decidono di interrompere il dialogo per via dell'impossibilità di raggiungere un accordo. Il tifo si spacca dunque in due gruppi: i "biancorossi", sostenitori del nuovo Red Bull Salisburgo, e i "biancoviola", desiderosi di mantenere la tradizione ultrasettantennale e convinti oppositori della ridenominazione del club. Questi ultimi costituiscono una nuova società, l'Austria Salzburg, dopo aver rifiutato, bollandola come offensiva, la proposta della dirigenza di mantenere il colore viola solo per i calzettoni del portiere durante le gare in trasferta. Il sito web ufficiale della squadra decise comunque di ripristinare l'anno 1933 come quello di fondazione del club.

### Epoca Red Bull

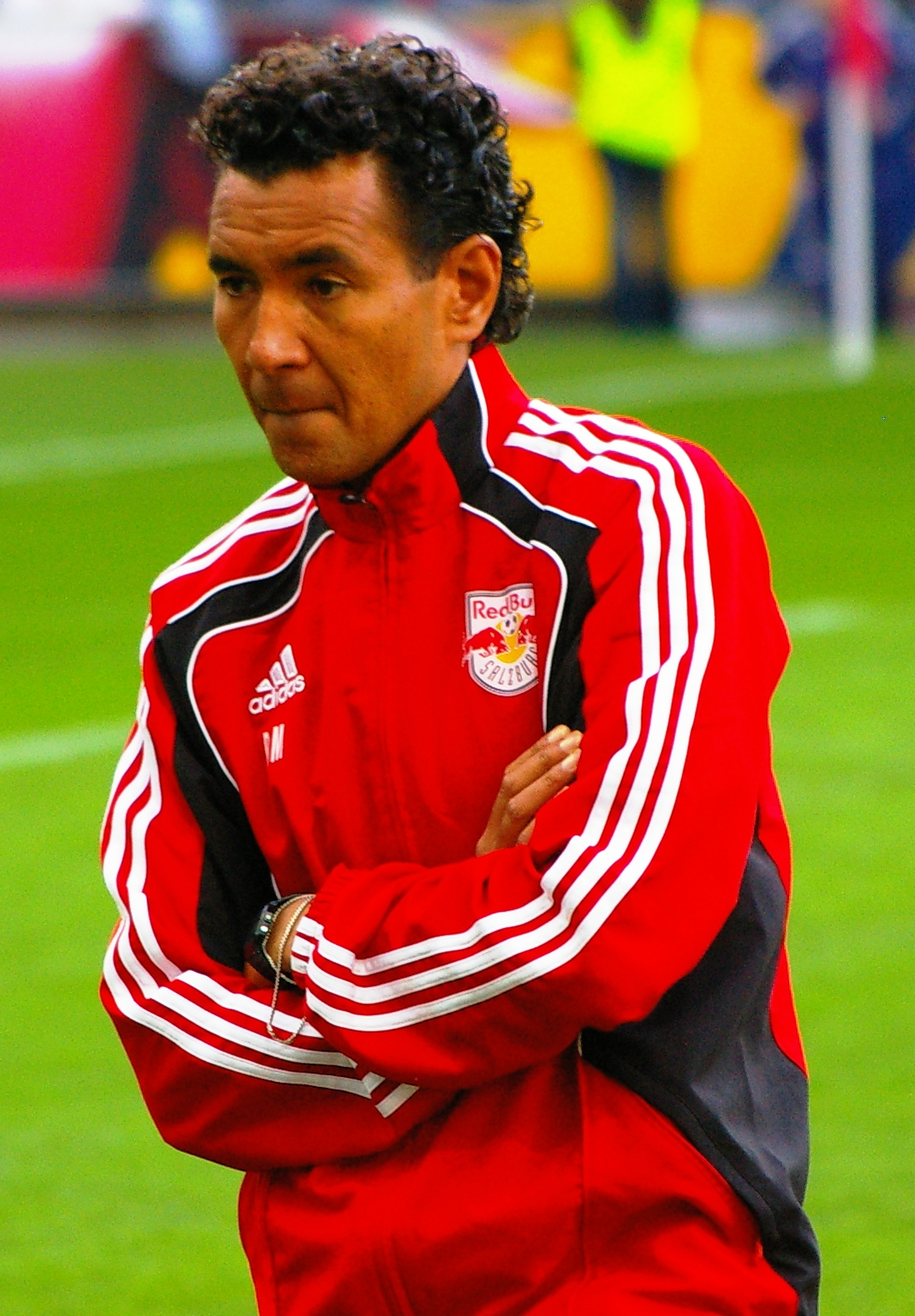
L'olandese Ricardo Moniz ha guidato il Red Bull Salisburgo al double Bundesliga-coppa nazionale nel 2011-2012.

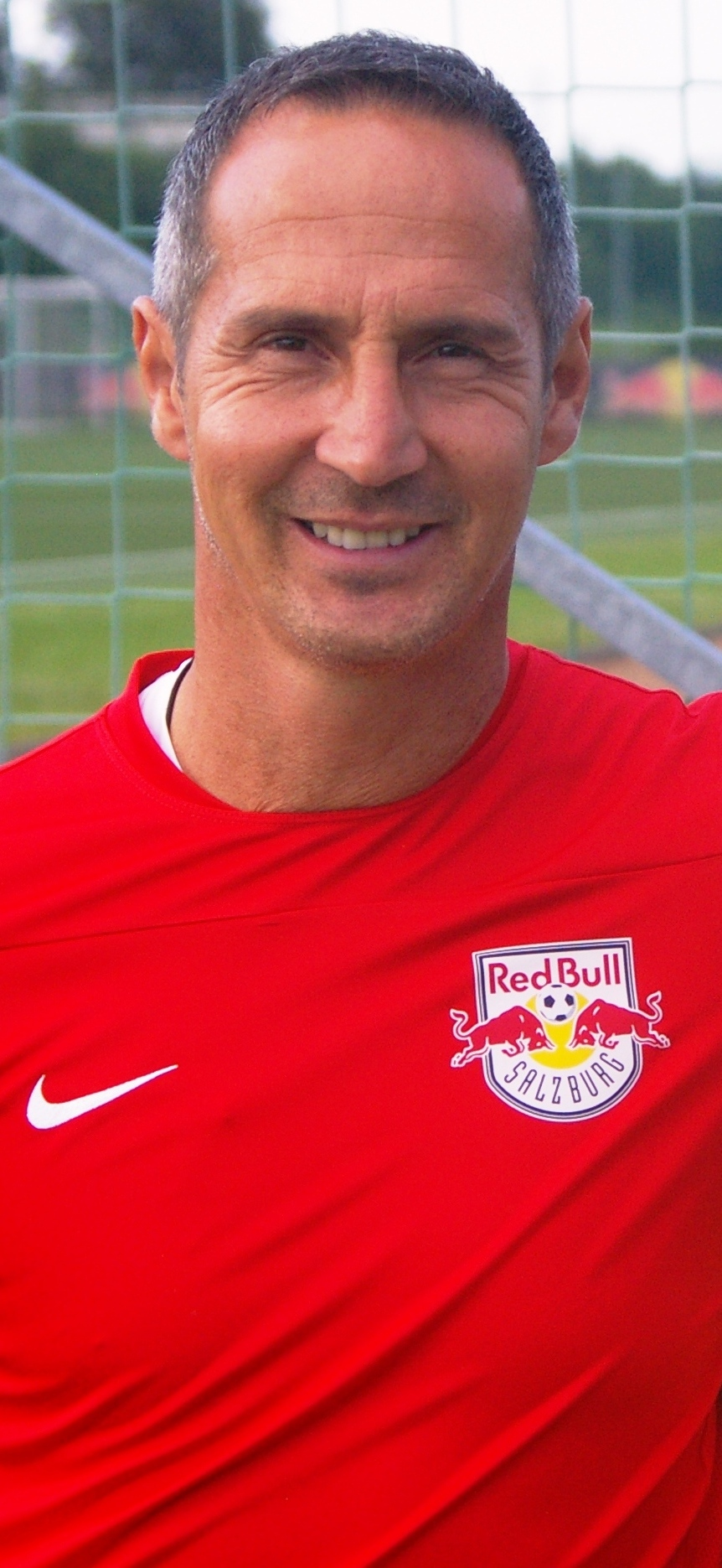
Adolf Hütter, allenatore della squadra dal 2014 al 2015.

Nel maggio 2006 la Red Bull annuncia l'ingaggio dell'allenatore italiano Giovanni Trapattoni, che nelle vesti di assistente, nella stagione 2006-2007, si avvale del tedesco Lothar Matthäus, suo ex giocatore ai tempi dell'Inter e del Bayern Monaco. La squadra vince il titolo nella stagione 2006-2007 con cinque giornate di anticipo sulla fine del campionato, pareggiando per 2-2 contro i campioni uscenti dell'Austria Vienna il 28 aprile 2007.
Nell'annata seguente, eliminato al terzo turno preliminare di UEFA Champions League dallo Šachtar, il Salisburgo esce poi anche dalla Coppa UEFA, eliminata al primo turno dall'AEK Atene. Il 13 febbraio 2008 Trapattoni conferma che lascerà la panchina austriaca a maggio per assumere la guida dell'Irlanda. La stagione si conclude con il secondo posto in campionato, a sei punti dalla capolista Rapid Vienna.
A Trapattoni succede l'olandese Co Adriaanse, che vince il titolo nella stagione 2008-2009, in cui il club trascorre quasi tutto il campionato in prima posizione, per poi aggiudicarsi il campionato austriaco con due giornate d'anticipo, grazie alla sconfitta del Rapid Vienna in casa del Ried. Con questo trionfo, il quinto della storia, la squadra consegue la qualificazione al secondo turno preliminare della UEFA Champions League dell'anno seguente. Ad Adriaanse subentra, nell'estate del 2009, il connazionale Huub Stevens. L'impresa di accedere al tabellone principale della Champions, però, non riesce e così la squadra retrocede in Europa League, partecipando alla prima edizione del torneo. Qui è eliminata ai sedicesimi di finale dallo Standard Liegi. Nella stagione 2009-2010 il Salisburgo vince nuovamente il campionato con un punto di vantaggio sull'Austria Vienna, il 14 maggio 2010. Nell'aprile 2011, dopo tre pareggi in campionato, con la squadra al terzo posto, a cinque punti dalla vetta della classifica, Stevens è sollevato a sorpresa dall'incarico. Il successore di Stevens è un altro olandese, Ricardo Moniz, che porta i suoi al secondo posto finale, a tre punti dallo Sturm Graz campione. Qualificatosi all'Europa League, il Red Bull Salisburgo punta nella stagione seguente su un nugolo di giovani provenienti dal vivaio: Daniel Offenbacher, Martin Hinteregger, Georg Teigl e Marco Meilinger. Nella stagione 2011-2012 la squadra vince il titolo nazionale e la Coppa d'Austria, realizzando un altro double.
Malgrado un altro anno di contratto ancora da onorare, Moniz lascia la squadra alla fine dell'annata ed è rimpiazzato dal tedesco Roger Schmidt, reduce dall'esperienza al Paderborn, nella seconda serie tedesca. Il 17 luglio 2012 il Salisburgo perde la prima partita di qualificazione alla UEFA Champions League per 1-0 a Dudelange contro i lussemburghesi del F91 Dudelange, vittorioso grazie ad un gol di Aurélien Joachim. Non basta la vittoria del ritorno per 4-3 per superare il turno: gli austriaci sono clamorosamente eliminati dai lussemburghesi per la regola dei gol fuori casa.
Dopo la bruciante eliminazione, la squadra viene profondamente rinnovata. Sono acquistati Valon Berisha, Kevin Kampl, Håvard Nielsen, Sadio Mané, Isaac Vorsah e Rodnei. Nel 2012-2013 la compagine di Salisburgo è autrice di un'ottima stagione, terminata al secondo posto in Bundesliga, dietro l'Austria Vienna. Nel 2013-2014 la squadra ottiene nuovamente il titolo staccando di ben 11 punti la seconda in classifica. Nel 2014-2015 consegue un altro double, vincendo scudetto e coppa nazionale. Nel dicembre 2014 il tecnico Peter Zeidler è esonerato e sostituito per due partite da Thomas Letsch, prima dell'avvento di Óscar García.

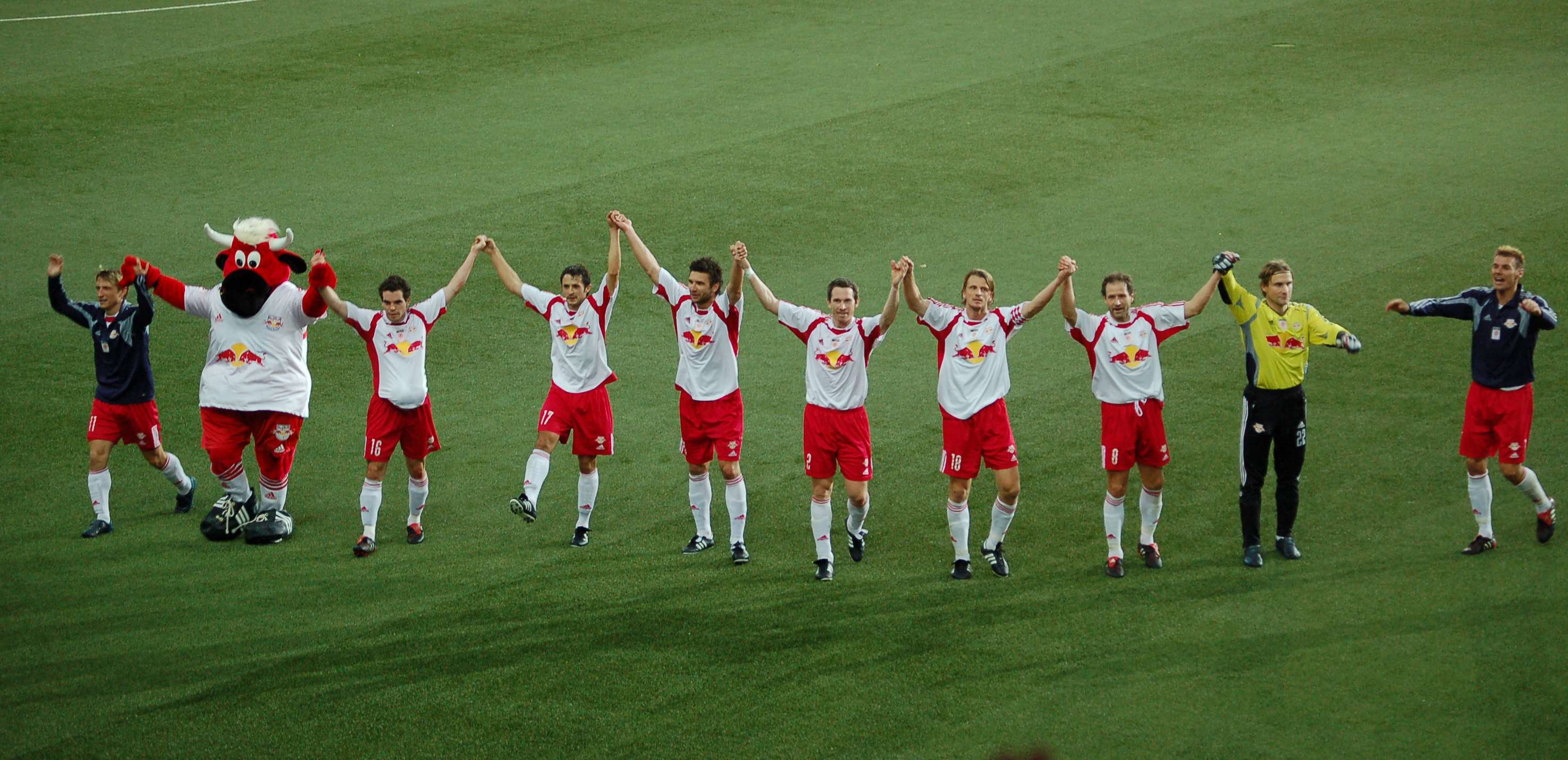
I giocatori del Red Bull festeggiano una vittoria contro lo Sturm Graz nell'ottobre 2005.

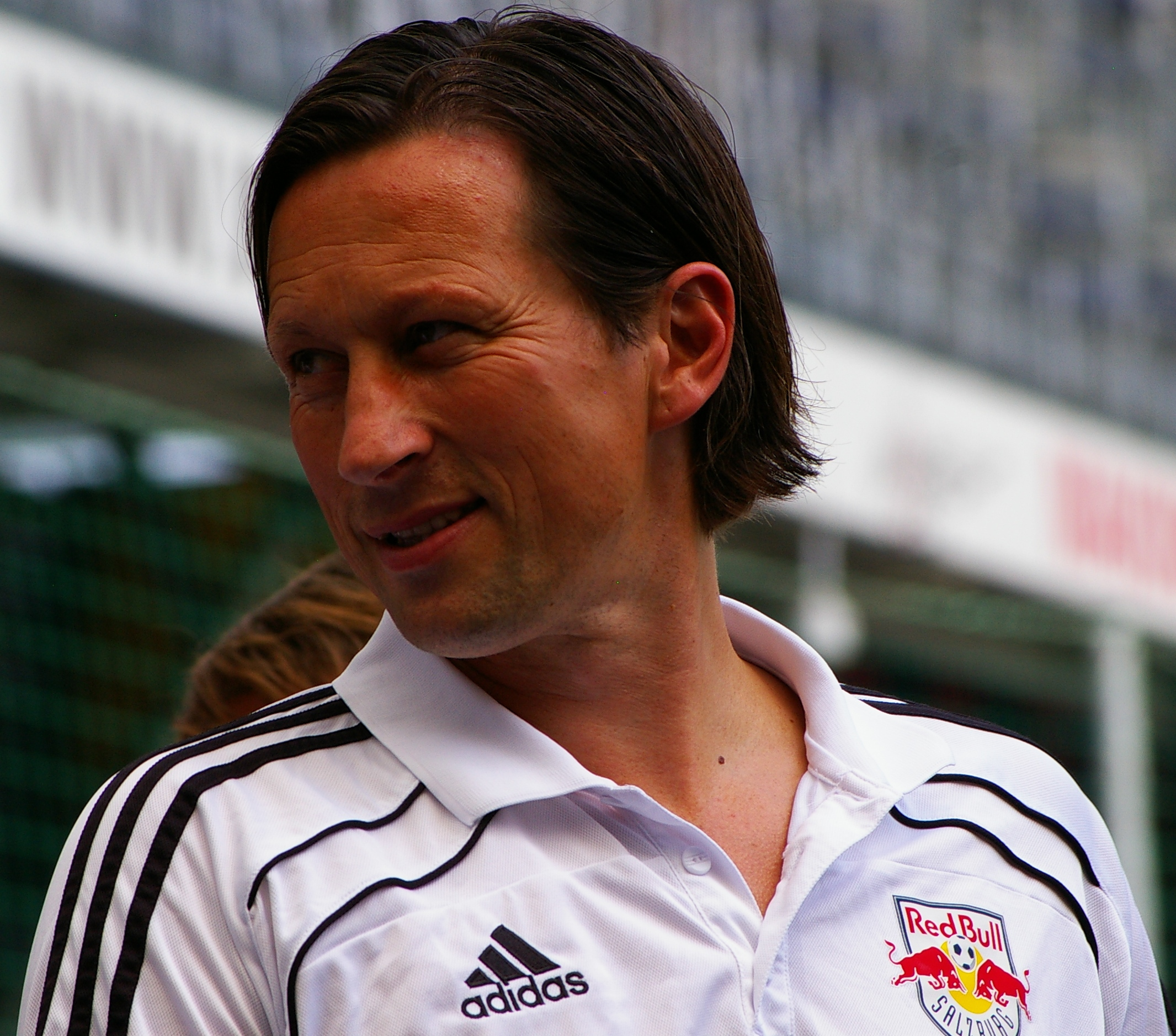
Il tedesco Roger Schmidt ha allenato il Salisburgo dal 2012 al 2014.

Il Salisburgo è l'unica squadra ad aver superato per tre volte il proprio raggruppamento di Europa League a punteggio pieno da quando è in vigore la fase con sei partite per ogni gruppo, riuscendovi nelle stagioni 2009-2010, 2013-2014 e 2018-2019. In particolare, nell'Europa League 2013-2014, il Salisburgo, superato a punteggio pieno il girone, affronta l'Ajax, con il quale vince per 3-0 ad Amsterdam e per 3-1 in casa. Agli ottavi di finale incontra il Basilea: nel doppio incontro gli austriaci pareggiano all'andata in Svizzera (0-0) e perdono per 2-1 in casa, uscendo così dal torneo.
Nella stagione 2013-2014 il club si aggiudica sia il campionato nazionale (ottavo titolo) che la Coppa d'Austria (per la seconda volta nella sua storia).
La stagione 2014-2015 inizia con l'eliminazione ai play-off di UEFA Champions League per opera degli svedesi del Malmö. Retrocessa in Europa League, la formazione austriaca riesce a vincere il gruppo D davanti a Celtic, Dinamo Zagabria e Astra Giurgiu. Nei sedicesimi di finale trova il Villareal, da cui è eliminata perdendo sia in casa che in trasferta.

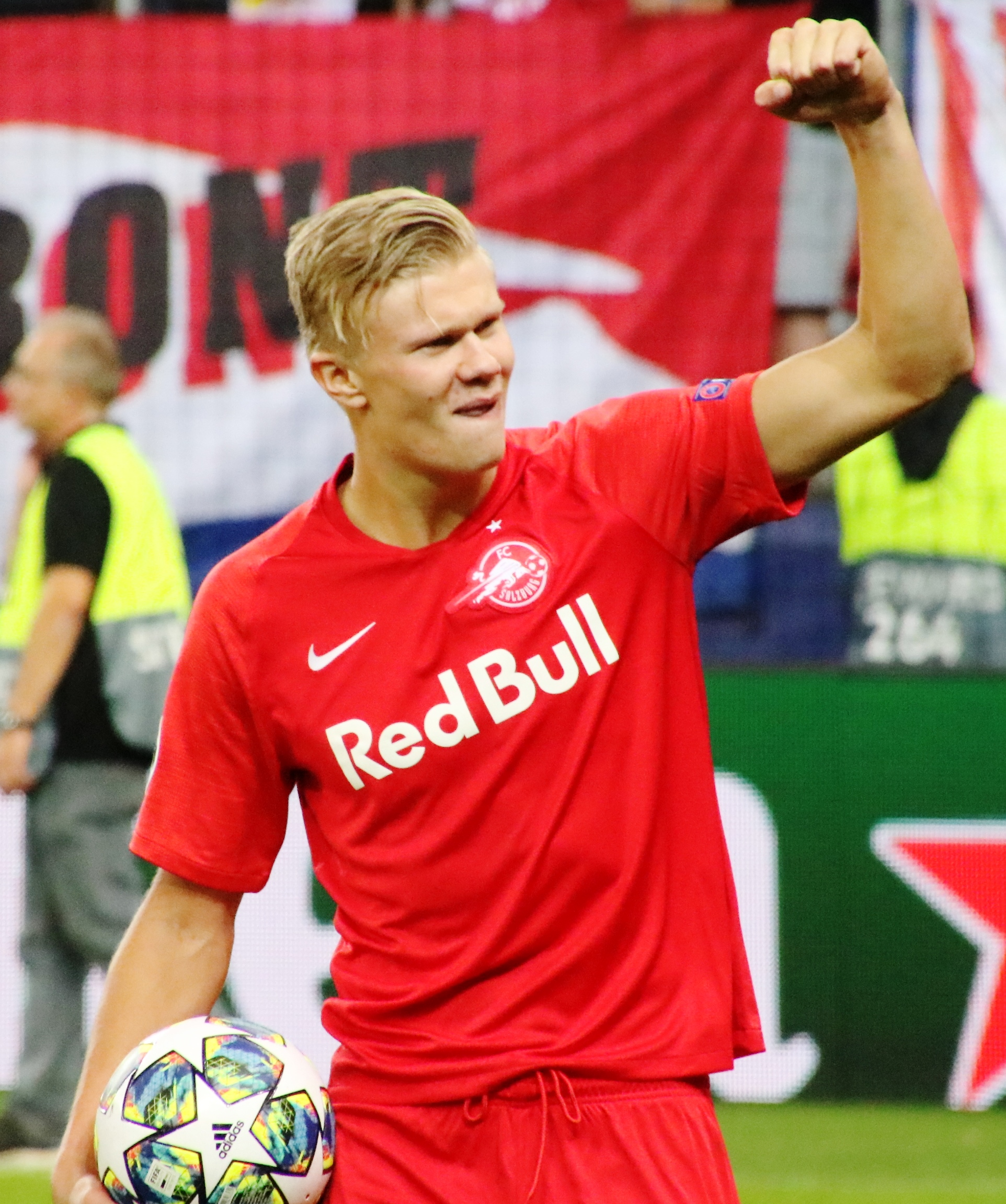
Il norvegese Erling Haaland, uno dei maggiori talenti emersi al Salisburgo.

Il club austriaco detiene il poco onorevole record europeo di unica squadra eliminata dieci volte in undici anni nelle qualificazioni alla UEFA Champions League. Nella stagione 2017-2018, nelle qualificazione della UEFA Champions League, elimina i maltesi dell'Hibernians, ma dopo questa vittoria la "maledizione" della Champions per gli austriaci si ripete: il HNK Rijeka ferma il Salisburgo nella doppia sfida con due pareggi (0-0 e 1-1, regola dei gol in trasferta). La squadra retrocede così ai turni di qualificazione all'Europa League, dove elimina i rumeni del Viitorul Costanza, accedendo al girone I con Olympique Marsiglia, Konyaspor e Vitória Guimarães, che vince con 12 punti (3 vinte e 3 pareggiate). La squadra si rende protagonista di un notevole percorso nei turni a eliminazione diretta, estromettendo dalla competizione Real Sociedad ai sedicesimi di finale, Borussia Dortmund agli ottavi e Lazio ai quarti con una ragguardevole rimonta nel ritorno: dopo la gara di andata all'Olimpico, in cui i laziali vincono per 4-2 mettendo fine ad una striscia positiva degli austriaci di 59 partite europee senza sconfitte (oltre 2 anni e mezzo), il Salisburgo passa in svantaggio nella sfida di ritorno in casa, ma pareggia dopo un solo minuto e poi segna 3 gol in 4 minuti, fissando il risultato sul 4-1. Il Salisburgo giunge in semifinale contro l'Olympique Marsiglia, già affrontato nel girone. Al Vélodrome i padroni di casa si impongono per 2-0, ma nella partita di ritorno gli austriaci eguagliano il risultato dell'andata, portando la sfida ai supplementari. Qui i francesi trovano la rete decisiva, anche se il gol nasce da un errore arbitrale (il calcio d'angolo da cui scaturisce il gol marsigliese non c'era), ed eliminano gli austriaci.
Nell'annata seguente il Salisburgo prende parte ancora una volta alle qualificazioni alla UEFA Champions League, dove elimina i macedoni dello Škendija con due vittorie, ma nell'ultima sfida prima dei gironi deve fare i conti con il "sortilegio" che perseguita il club: è infatti la Stella Rossa, dopo uno 0-0 ottenuto in Serbia, ad eliminare inopinatamente il Salisburgo con un 2-2 in Austria, rimontando 2 gol in un minuto e fissando il risultato sul 2-2 (regola dei gol fuori casa). Retrocessi nei gironi di Europa League, i salisburghesi trovano dunque Celtic, Rosenborg e RB Lipsia. Anche in questo caso gli austriaci dominano il proprio girone, chiudendolo al primo posto a punteggio pieno (unico club della competizione assieme all'Eintracht Francoforte a riuscirvi). In tutta questa prima parte di stagione, tra amichevoli, coppe nazionali, europee e campionato, il Salisburgo non subisce nemmeno una sconfitta in quasi sei mesi. Ai sedicesimi di finale la squadra austriaca elimina il Club Bruges, prima di essere eliminata agli ottavi dal Napoli. Contemporaneamente il campionato austriaco sale di un posto nel ranking europeo permettendo, così, alla squadra trionfante di partecipare direttamente alla fase a gironi di Champions League senza passare dalle qualificazioni; di conseguenza il Salisburgo, dopo aver dominato il campionato 2018-2019, viene inserito nella massima competizione europea nel girone E con Liverpool, Napoli e Genk. Il percorso europeo, quindi, comincia con uno schiacciante 6-2 imposto ai belgi per poi proseguire con una sconfitta per 4-3 sul campo dei campioni in carica del Liverpool; al termine, però, nonostante la vittoria per 4-1 contro il Genk e la sconfitta per 2-0 all’ultima giornata contro gli inglesi, il club giunge terzo nel girone (posto valido per qualificarsi per i sedicesimi di finale di Europa League 2019-2020) complici la sconfitta casalinga per 3-2 contro il Napoli ed il pareggio per 1-1 al San Paolo. In questo spezzone di stagione si mette in mostra, con la maglia del Salisburgo, un giovane talento, Erling Haaland, capace di segnare 8 reti in 6 partite. Il club, eliminato immediatamente ai sedicesimi di finale di Europa League dai tedeschi dell'Eintracht Francoforte, conclude la prima parte del proprio campionato al secondo posto, alle spalle del LASK. Il primo match del Salisburgo dopo la quarantena forzata dovuta alla pandemia di COVID-19 è stata la finale di coppa contro la rivelazione del torneo Austria Lustenau, vinta in scioltezza per 5-0. Durante la seconda fase del campionato (che prevede le prime sei classificate affrontarsi tra di loro dividendo a metà i punti ottenuti nella stagione regolare) il Salisburgo compie la rimonta ai danni del LASK e va a conquistare il suo 14º campionato (il 7º di fila) con 4 giornate di anticipo.

## Colori e simboli

### Colori
I colori della maglia del Salisburgo sono, al pari di tutte le squadre della Red Bull, il rosso e il bianco. Questi sono stati disposti in vari modi sulle divise di gioco: nella stagione 2020-2021 la maglia è divisa verticalmente in due metà, ciascuna colorata con uno di essi, i pantaloncini sono rossi mentre i calzettoni sono bianchi con inserti rossi.
La situazione era diversa prima dell'acquisizione da parte dell'azienda: i colori sociali erano il viola e il bianco, mentre i giocatori indossavano della maglie per lo più viola con inserti bianchi. Questi colori sono stati ripresi dallo Sportverein Austria Salzburg.

### Simboli ufficiali

#### Stemma
Il simbolo del Salisburgo è composto da uno scudetto con in alto la scritta "Red Bull"; sotto ci sono due tori rossi che incornano un pallone in un cerchio giallo, mentre in basso compare, in nero, la scritta "Salzburg".

## Strutture

### Stadio

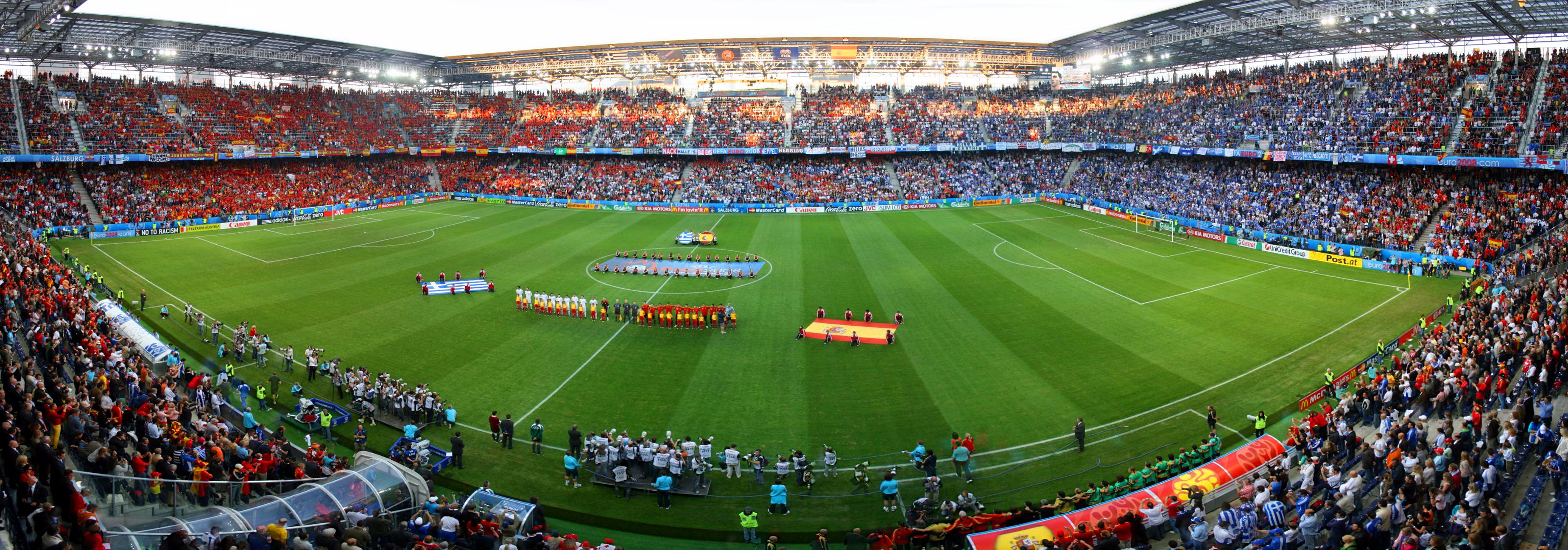
Veduta panoramica dello Stadion Wals-Siezenheim durante il.

Dal 2003 il club disputa le proprie gare interne nello Stadion Wals-Siezenheim, che può ospitare 30.188 spettatori. L'impianto sorge a Wals-Siezenheim, un comune che si trova a ovest di Salisburgo, ed è anche noto come Red Bull Arena. Nella sua storia ha ospitato tre gare del primo turno (gruppo D) del campionato d'Europa 2008 che si è disputato in Austria e in Svizzera.
In passato il club utilizzava il Lehener Stadion: inaugurato nel 1952 poteva contenere circa 14.000 spettatori. È stato abbattuto nel 2006.

## Società

### SquadraAmateure

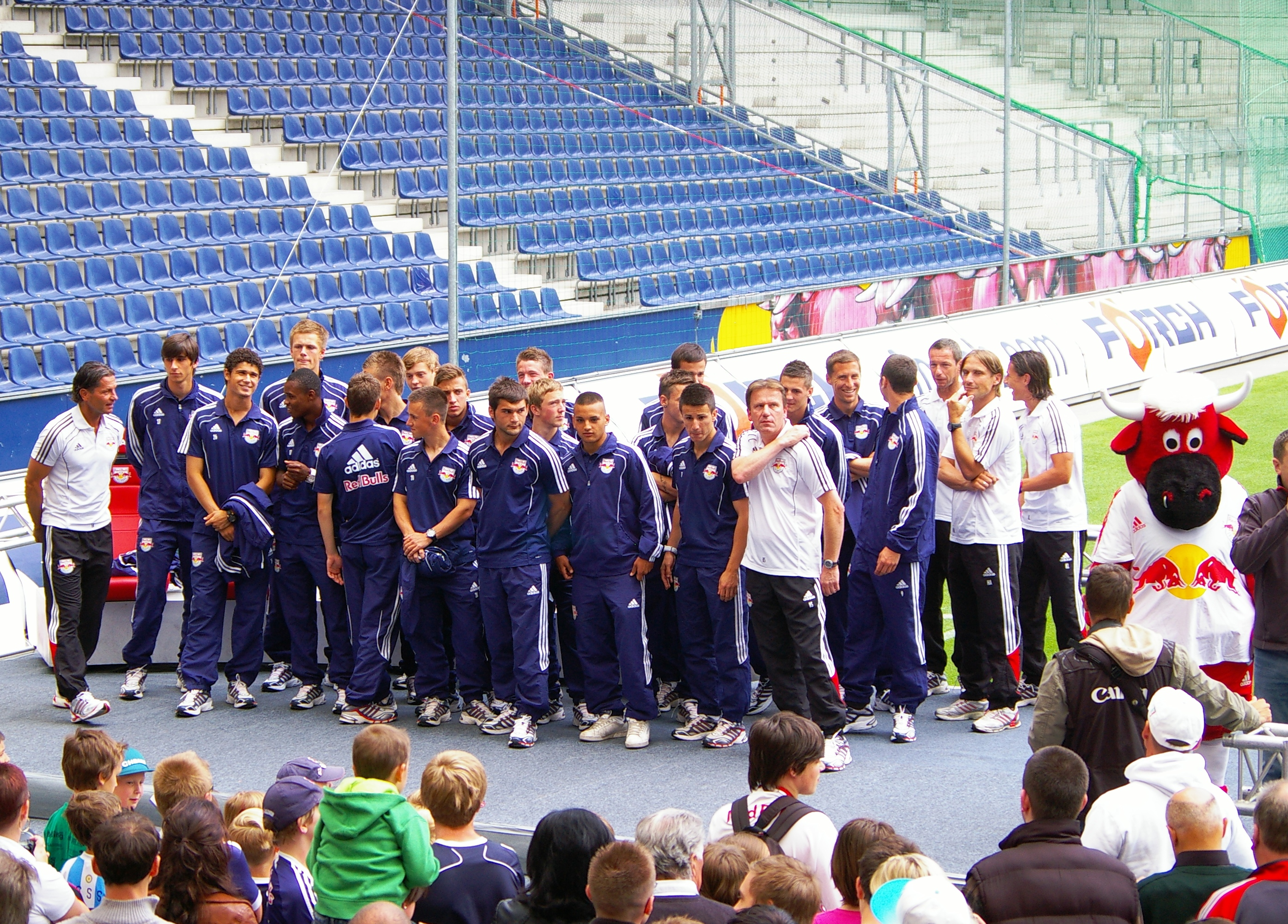
Squadra 2011/12

Assieme all'Austria Vienna, il Salisburgo è l'unica società austriaca ad avere avuto una squadra riserve professionistica. Il Red Bull Salzburg Juniors, od anche Amateure, ha infatti militato in Erste Liga per tre stagioni, conquistando nella stagione 2008-2009 il 7º posto. Dal 2010 è stata retrocessa d'ufficio in Regionalliga per la riforma del torneo cadetto austriaco.
La squadra gioca alla Red Bull Arena ed è allenata da Gerald Baumgartner.

## Allenatori e presidenti
Tutti gli allenatori a partire dal 1954:
- 1954-1955  Karl Sesta
- 1955-1956  Josef Graf
- 1956-1957  Gyula Szomoray
- 1957-1958  Günter Praschak (01 lug.-31 dic.)
 Franz Feldinger (01 gen.-30 giu.)
- 1958-1959  Franz Feldinger
- 1959-1960  Karl Humenberger
- 1960-1961  Erich Probst (01 lug.-31 dic.)
 Karl Vetter (01 gen.-30 giu.)
- 1962-1963  Ignác Molnár
- 1965-1969  Günter Praschak
- 1969-1971  Karl Schlechta
- 1971-1972  Erich Hof
- 1972-1973  Michael Pfeiffer (01 lug.-13 ott.)
 Josip Šikić (14 ott.-30 giu.)
- 1973-1977  Günter Praschak
- 1977-1979  Alfred Günthner
- 1979-1980  Alfred Günthner (01 lug.-02 giu.)
 Hannes Winklbauer (03 giu.-30 giu.)
- 1980-1981  Rudolf Strittich (01 lug.-07 ott.)
 August Starek (08 ott.-30 giu.)
- 1981-1984  Jozef Obert
- 1984-1985  Hannes Winklbauer
- 1985-1986  Hannes Winklbauer (01 lug.-31 dic.)
 Dolfi Blutsch (01 gen.-30 giu.)
- 1986-1988  Hannes Winklbauer
- 1988-1991  Kurt Wiebach
- 1991-1995  Otto Barić
- 1995-1996  Otto Barić (01 lug.-27 ago.)
 Hermann Stessl (28 ago.-02 mar.)
 Heribert Weber (03 mar.-30 giu.)
- 1996-1997  Heribert Weber
- 1997-1998  Heribert Weber (01 lug.-31 mar.)
 Hans Krankl (01 apr.-30 giu.)
- 1998-1999  Hans Krankl
- 1999-2000  Hans Krankl (01 lug.-09 gen.)
 Miroslav Polak (10 gen.-30 giu.)
- 2000-2001  Hans Backe
- 2001-2002  Hans Backe (01 lug.-10 set.)
 Lars Søndergaard (11 set.-30 giu.)
- 2002-2003  Lars Søndergaard
- 2003-2004  Lars Søndergaard (01 lug.-31 ott.)
 Peter Assion (01 nov.-31 dic.)
 Walter Hörmann (01 gen.-14 mar.)
 Peter Assion (15 mar.-30 giu.)
- 2004-2005  Peter Assion (01 lug.-07 mar.)
 Nikola Jurčević (08 mar.-18 apr.)
 Manfred Linzmaier (19 apr.-30 giu.)
- 2005-2006  Kurt Jara
- 2006-2008  Giovanni Trapattoni
- 2008-2009  Co Adriaanse
- 2009-2010  Huub Stevens
- 2010-2011  Huub Stevens (01 lug.-07 apr.)
 Ricardo Moniz (08 apr.-30 giu.)
- 2011-2012  Ricardo Moniz
- 2012-2014  Roger Schmidt
- 2014-2015  Adolf Hütter
- 2015-2016  Peter Zeidler (01 lug.-02 dic.)
 Thomas Letsch (03 dic.-27 dic.)
 Óscar (01 gen.-30 giu.)
- 2016-2017  Óscar
- 2017-2019  Marco Rose
- 2019-2021  Jesse Marsch
- 2021-2023  Matthias Jaissle
- 2023-2024  Gerhard Struber
- 2024  Onur Cinel (interim)
- 2024-  Pepijn Lijnders

## Palmarès

### Competizioni nazionali
- Campionato austriaco: 17

1993-1994, 1994-1995, 1996-1997, 2006-2007, 2008-2009, 2009-2010, 2011-2012, 2013-2014, 2014-2015, 2015-2016, 2016-2017, 2017-2018, 2018-2019, 2019-2020, 2020-2021, 2021-2022, 2022-2023
- Coppa d'Austria: 9

2011-2012, 2013-2014, 2014-2015, 2015-2016, 2016-2017, 2018-2019, 2019-2020, 2020-2021, 2021-2022
- Supercoppa d'Austria: 3

1994, 1995, 1997
- Erste Liga: 2

1977-1978, 1988-1989
- Tauernliga: 3

1952-1953, 1957-1958, 1958-1959

### Competizioni internazionali
- Coppa Intertoto: 3

1970, 1971, 1991

### Competizioni regionali
- Coppa del Salisburghese: 3

1936-1937, 1958-1959, 2004-2005

### Competizioni giovanili
- UEFA Youth League: 1  (record austriaco)

2016-2017
- Gallini Cup: 1

2021 (Under-13)
- Blue Stars/FIFA Youth Cup: 1

2024

### Altri piazzamenti
- Campionato austriaco:

Secondo posto: 1970-1971, 2005-2006, 2007-2008, 2010-2011, 2012-2013, 2023-2024, 2024-2025
Terzo posto: 2002-2003
- Coppa d'Austria:

Finalista: 1973-1974, 1979-1980, 1980-1981, 1999-2000, 2017-2018
Semifinalista: 1971-1972, 1977-1978, 1980-1981, 1988-1989, 1994-1995, 1996-1997, 2001-2002, 2002-2003, 2006-2007, 2012-2013, 2023-2024
- Coppa UEFA/Europa League:

Finalista: 1993-1994
Semifinalista: 2017-2018
- Coppa Intertoto UEFA:

Finalista: 1998
- Coppa Mitropa:

Finalista: 1970-1971
- UEFA Youth League: 1

Finalista: 2021-2022

## Statistiche e record

### Partecipazione ai campionati e ai tornei internazionali

#### Campionati nazionali
Dalla stagione 1949-1950 alla 2024-2025 compresa il club ha ottenuto le seguenti partecipazioni ai campionati nazionali:
| Livello | Categoria                                                   | Partecipazioni | Debutto   | Ultima stagione | Totale |
| ------- | ----------------------------------------------------------- | -------------- | --------- | --------------- | ------ |
| 1º      | Staatsliga A/Staatsliga/Nationalliga/1. Division/Bundesliga | 61             | 1954-1955 | 2024-2025       | 61     |
| 2º      | Tauernliga/Regionalliga/2. Division                         | 16             | 1949-1950 | 1988-1989       | 16     |

#### Tornei internazionali
Il miglior risultato raggiunto dal club nelle coppe europee è la disputa della finale della Coppa UEFA 1993-1994, giocata contro l'Inter: i nerazzurri vinsero entrambe le gare per 1-0. Notevole è anche la disputa delle semifinali nell'UEFA Europa League 2017-2018, dove gli austriaci sono stati eliminati dall'Olympique Marsiglia.
Il club ha ottenuto le seguenti partecipazioni ai tornei internazionali:
| Categoria                                | Partecipazioni | Debutto   | Ultima stagione |
| ---------------------------------------- | -------------- | --------- | --------------- |
| Coppa dei Campioni/UEFA Champions League | 19             | 1994-1995 | 2023-2024       |
| Coppa delle Coppe                        | 1              | 1980-1981 | 1980-1981       |
| Coppa UEFA/UEFA Europa League            | 20             | 1971-1972 | 2020-2021       |
| Coppa Intertoto UEFA                     | 2              | 1998      | 2000            |

### Statistiche individuali
Il giocatore con più presenze nelle competizioni europee è Andreas Ulmer a quota 74, mentre il miglior marcatore è Jonathan Soriano con 25 gol.

### Statistiche di squadra
A livello internazionale la miglior vittoria è per 7-0, ottenuta contro il Banants nel primo turno preliminare della Coppa UEFA 2008-2009, mentre la peggior sconfitta è per 5-0, subita in due occasioni: contro il Parma nel secondo turno della Coppa UEFA 2003-2004 e contro il Fortuna Düsseldorf nel primo turno della Coppa delle Coppe 1980-1981.

## Organico

### Rosa 2025-2026
Aggiornata al 19 agosto 2025.
| N. |                           | Ruolo | Calciatore               |
| -- | ------------------------- | ----- | ------------------------ |
| 1  | Austria (bandiera)        | P     | Alexander Schlager       |
| 2  | Danimarca (bandiera)      | D     | Jacob Rasmussen          |
| 3  | Serbia (bandiera)         | D     | Aleksa Terzić            |
| 4  | Svezia (bandiera)         | D     | John Mellberg            |
| 5  | Mali (bandiera)           | C     | Soumaïla Diabaté         |
| 8  | Giappone (bandiera)       | C     | Sōta Kitano              |
| 9  | Austria (bandiera)        | A     | Karim Onisiwo            |
| 10 | Inghilterra (bandiera)    | C     | Bobby Clark              |
| 11 | Belgio (bandiera)         | A     | Yorbe Vertessen          |
| 13 | Germania (bandiera)       | C     | Frans Krätzig            |
| 14 | Danimarca (bandiera)      | C     | Maurits Kjærgaard        |
| 15 | Mali (bandiera)           | C     | Mamady Diambou           |
| 16 | Giappone (bandiera)       | C     | Takumu Kawamura          |
| 18 | Danimarca (bandiera)      | C     | Mads Bidstrup (capitano) |
| 19 | Costa d'Avorio (bandiera) | A     | Karim Konaté             |
| 20 | Senegal (bandiera)        | A     | Edmund Baidoo            |
| 21 | Serbia (bandiera)         | A     | Petar Ratkov             |

| N. |                                 | Ruolo | Calciatore              |
| -- | ------------------------------- | ----- | ----------------------- |
| 22 | Austria (bandiera)              | D     | Stefan Lainer           |
| 23 | Francia (bandiera)              | D     | Joane Gadou             |
| 27 | Bosnia ed Erzegovina (bandiera) | A     | Kerim Alajbegović       |
| 28 | Danimarca (bandiera)            | A     | Adam Daghim             |
| 37 | Austria (bandiera)              | C     | Tim Trummer             |
| 38 | Germania (bandiera)             | C     | Valentin Sulzbacher     |
| 43 | Svizzera (bandiera)             | A     | Enrique Aguilar         |
| 44 | Austria (bandiera)              | D     | Jannik Schuster         |
| 49 | Mali (bandiera)                 | C     | Moussa Yeo              |
| 52 | Austria (bandiera)              | P     | Christian Zawieschitzky |
| 91 | Giappone (bandiera)             | D     | Anrie Chase             |
| 92 | Austria (bandiera)              | P     | Salko Hamzić            |
|    | Polonia (bandiera)              | D     | Kamil Piątkowski        |
|    | Francia (bandiera)              | C     | Lucas Gourna-Douath     |
|    | Austria (bandiera)              | C     | Justin Omoregie         |
|    | Svizzera (bandiera)             | A     | Federico Crescenti      |